# Riello
Riello – gmina w Hiszpanii, w prowincji León, w Kastylii i León, o powierzchni 235,93 km². W 2011 roku gmina liczyła 700 mieszkańców.